# Глинне (Словаччина)
Глинне або Глінне (словац. Hlinné) — село в Словаччині, Врановському окрузі Пряшівського краю. Розташоване в східній частині Словаччини в Подсланській височині в долині Теплої.
Уперше згадується у 1402 році.

## Пам'ятки
У селі є греко-католицька церква Успіння Пресвятої Богородиці (1794) в стилі бароко-класицизму, з 1963 національна культурна пам'ятка та римо-католицький костел (1940) в стилі сецесії з неоготичними елементами.

## Населення
| Рік:            | 1993 | 2003    | 2013     | 2023    |
| --------------- | ---- | ------- | -------- | ------- |
| Кількість осіб: | 1451 | 1591    | 1809     | 1907    |
| Різниця:        |      | +9,64 % | +13,70 % | +5,41 % |

| Рік:            | 2022 | 2023    |
| --------------- | ---- | ------- |
| Кількість осіб: | 1905 | 1907    |
| Різниця:        |      | +0,10 % |

У селі проживає 1792 особи.
Національний склад населення (за даними перепису 2001 року):
- словаки — 77,78 %,
- цигани — 21,51 %,
- чехи — 0,39 %,
- угорці — 0,06 %.

Склад населення за приналежністю до релігії станом на 2001 рік:
- греко-католики — 56,78 %,
- римо-католики — 29,52 %,
- протестанти — 8,91 %,
- православні — 0,39 %,
- не вважають себе вірянами або не належать до жодної конфесії — 1,03 %.